# スキータ・デイヴィス
スキータ・デイヴィス（英語：Skeeter Davis、本名：Mary Frances Penick、1931年12月30日 - 2004年9月19日）は、アメリカ合衆国のカントリー・ミュージック歌手で、1960年代初期にポップ・ミュージックとクロスオーバーした歌手として知られている。彼女は、まだ10代だった1940年代後半に、デイヴィス・シスターズ（The Davis Sisters）のメンバーとしてデビューし、1950年代にはソロ・アーティストとなった。彼女の最大のヒット曲は、1963年の「この世の果てまで」（The End of the World）である。
彼女はカントリー・ミュージック界のスターとなった初めての女性ソロ・アーティストの1人で、タミー・ウィネットやドリー・パートンに大きな影響を与えていることが評価され、ニューヨーク・タイムズの音楽評論家ロバート・パーマーから「驚異的なカントリー/ポップ・シンガー」と評された。

## 略歴

### 若年期
デイヴィスは、ケンタッキー州ドライリッジで7人兄妹の長女として生まれた。幼いころ非常に元気いっぱいだったので、祖父から「スキータ」（蚊の俗称）というニックネームをつけられた。1947年に家族でケンタッキー州アーランガーへ移り、高校でベティ・ジャック・デイヴィスやワンダ・ローズ・レイダーと知り合った。彼女たちは学校や教会で一緒に歌ってデイヴィス・シスターズを結成し（シスターズだが特に血縁関係はない）、デトロイトのラジオ局で歌い始めた。ワンダは遠くに移動できなかったため、スキータとベティ・ジャックのデュオとして有名になった。その後、1951年にデュオはRCAレコードと契約した。

### デイヴィス・シスターズ
RCAレコードのプロデューサーであるスティーヴ・ショールズはデイヴィス・シスターズのハーモニーを気に入り、1953年にレコーディング契約をした。彼らの最も成功した曲は1953年の「I Forgot More Than You'll Ever Know」で、カントリー・チャートで8週間1位を記録し、ポップ・チャートでもトップ20に入った。ビルボードの歴史家によると、このレコードは歴代すべてのカントリー・シングルの中で65位に記録される。
「I Forgot More Than You'll Ever Know」がチャート上を賑わしている間である1953年8月1日、デイヴィス・シスターズは大きな自動車事故に巻き込まれた。事故は、ベティ・ジャック・デイヴィスの命を奪い、スキータも重傷となった。事故の後は、スキータはベティ・ジャックの妹ジョージアとデイヴィス・シスターズの活動を続けたが、大きなヒットはおこらなかった。スキータは1956年に音楽業界を引退して結婚することを決め、デュオは解散した。

### 1960年代
デイヴィスは1958年にソロでカントリー・ミュージックに戻ることを決めた。彼女はアーネスト・タブとツアーを始め、RCAレコードと再度契約した。この時のギタリスト兼レコード・プロデューサーは、チェット・アトキンスだった。同じ年、ハンク・ロックリンのヒット曲「Geisha Girl」のアンサー・ソングである「Lost to a Geisha Girl」を録音した。この曲はカントリー・チャートでトップ15まで上昇し、彼女の最初のソロ・ヒット曲となった。アトキンスは、これらのセッションのすべてのギタリストとして、デイヴィスの下で働いた。デイヴィスとアトキンスのハーモニーがデイヴィス・シスターズの音に似ていると感じたデイヴィスの提案で、しばしばアトキンスはレコーディングにはコーラスでも参加した。彼女の早い時期のソロ・ヒット曲（「Am I That Easy to Forget」など）では、この影響が見られる。
1959年に、デイヴィスはトップ5カントリー・ヒットの「Set Him Free」と、トップ20ヒット「Homebreaker」を発表した。彼女はその年のグランド・オール・オプリに出演し、「Set Him Free」がグラミー賞にノミネートされた。それは、グラミー賞に女性カントリー歌手がノミネートされるのは初めてのことだった。
1960年から1962年までの間、デイヴィスは「(I Can't Help You) I'm Falling Too」、「My Last Date (With You)」、「Where I Ought to Be」と「Optimistic」をトップ10ヒットにした。1960年の「(I Can't Help You) I'm Falling Too」は彼女にとっての最初のポップ・チャートでのヒットで、トップ40に入った。女性カントリー歌手がポップ・チャートでトップ40に入るのは、これが初めてのことだった。1961年には、フロイド・クレイマーのインストゥメンタル・カントリー・ポップである「Last Date」にスキータが詞を書いた「My Last Date (With You)」が、1961年にポップ・チャートでトップ30に入るヒットとなった。「(I Can't Help You) I'm Falling Too」はカントリー・チャートで2位を、「My Last Date (With You)」は5位を記録した。
1963年、カントリー・ポップのクロスオーバー・ヒットの「この世の果てまで」（The End of the World）は、デイヴィスの生涯で最大の成功曲となった。その曲は、カントリー・チャートでもポップ・チャートでも1位にこそなれなかったが、アダルト・コンテンポラリー・チャートでは1位となった。さらに、リズム・アンド・ブルース・チャートでトップ5に入るヒットとなり、デイヴィスは白人女性歌手としては極めて稀である、その市場でトップ10ヒットを持つ1人となった。シングルは100万枚以上売れ、ゴールドディスクとして認定された。「この世の果てまで」はすぐにデイヴィスの代表曲となった。同じ年、デイヴィスはもう1曲カントリー・ポップのヒット曲をだした。それはキャロル・キングが書いた「I Can't Stay Mad At You（恋はいじわる）」で、ポップ・チャートで7位と、イージーリスニング・チャートで2位を記録した。彼女は1960年代前半にポップ・ミュージック・ショーの『アメリカン・バンドスタンド』に何度も出演し、10数年後にはカントリー歌手として初めて音楽バラエティ番組『The Midnight Special』に出演した。
デイヴィスはグラミー賞に5回ノミネート（そのうちの4回は最優秀女性カントリー・ボーカル・パフォーマンス）された。1964年の「He Says the Same Things to Me」、1965年の「Sunglasses（涙のサングラス）」、1967年の「What Does It Take」、1972年の「One Tin Soldier」である。デイヴィスはソングライターとしても70曲以上の作品を残しており、「Set Him Free」と「My Last Date With You」で2回BMIアワードを獲得し、後者の曲はアン＝マーグレット、パット・ブーン、ケイ・スター、ジョニ・ジェームズらにデイヴィスのバージョンをカバーされている。デボラ・ハリーは、長年のデイヴィスのファンでもあるマイケル・スタイプと、デイヴィスのバージョンを1993年にリメイクしたものを録音した。
デイヴィスの成功は、1964年の「Gonna Get Along Without Ya Now」（1956年のペイシェンス&プルーデンスのカバー）でも続いた。この曲はカントリー・チャートでトップ10に入り、ポップ・チャートではトップ50に入るヒットとなった。1964年7月に発表した「Let Me Get Close to You」はトップ100には入れなかったものの、ブリティッシュ・インヴェイジョンでポップ・スタイルが変わっていく中でデイヴィスはカントリー・チャートでは成功し続けた。
1965年、ボビー・ベアとのデュエット曲「A Dear John Letter」を発表した。この曲はカントリー・チャートではトップ10には入れなかったが、ポップ・チャートで小ヒットした。デイヴィスはその間、フォギー・マウンテン・ボイーズのトリビュートアルバム『I Love Flatt and Scruggs』やバディ・ホリーのトリビュートアルバム『Skeeter Davis Sings Buddy Holly』を含む多くのアルバムを録音した。1967年には、デイビスはトップ10ヒット「What Does It Take? (To Keep a Man Like You Satisfied)」を発表した。デイヴィスは1960年代には他に「Fuel to the Flame」（ドリー・パートンが書いた曲）と「There's a Fool Born Every Minute」をヒットされた。他のシングルは小ヒットだったが、たくさんのアルバムを発表した。

### 人気の低下
1970年、デイヴィスはトップ10ヒットの「I'm a Lover (Not a Fighter)」とボビー・ベアとのデュエット「Your Husband, My Wife」を発表した。翌年、自叙伝的な作品「Bus Fare To Kentucky」もヒットした。しかし、その後は彼女は徐々にヒットしなくなった。シングル「It's Hard to Be a Woman」と「Love Takes a Lot of My Time」はカントリー・チャートでトップ40に入ることができなかった。「One Tin Soldier」はカントリーのラジオ局からあまりエアプレイされなかったが、グラミー賞の最優秀女性カントリー・ボーカルにノミネートされた。しかし、このレコードはカナダでは成功し、イージーリスニングチャートで2位とカントリーチャートで4位を記録した。1970年代は、彼女は精力的にバルバドス、シンガポール、スウェーデンなどの外国でツアーを行った。1973年に発表した「I Can't Believe That It's All Over」は、久しぶりのトップ20ヒットとなった。
1973年のグランド・オール・オプリでのパフォーマンスで、デイビスはナッシュビル警察に逮捕された福音伝道師にゴスペルを捧げた。当時アメリカはニクソン政権の末期で分裂しており、グランド・オール・オプリのスポンサーは保守的な経営思想をもっていた。それらの政治的な要因で、彼女はグランド・オール・オプリから降ろされた。1974年にグランド・オール・オプリは、2,300席のライマン劇場から4,400席のグランド・オール・オプリ・ハウスに移動した。15ヶ月後、ファンからのリクエストにより、ジーン・シェパードやテディ・ウィルバーンらのオプリ・スターズと共演する形で、デイヴィスはオプリのメンバーに復帰した。復帰するまでの期間、デイヴィスはアフリカの広範囲にわたって宗教的な歌を歌うなど活発に活動していた。
デイヴィスがスタジオでの録音に復帰したのは1976年で、マーキュリー・レコードから2枚のシングルを出した。その中のシングル「I Love Us」は、彼女にとっての最後のナショナルチャートでのヒットとなった。1978年からはマイナーなレーベルからアルバムを発表するようになり、1990年代まで続いた。

### 私生活
デイヴィスは3回結婚した。最初に結婚して離婚した後、1960年にディスクジョッキーと結婚したが1964年に離婚した。1985年にアルバム『She Sings, They Play』でバンドNRBQと共演した後、1987年にはNRBQのベーシスト・ジョーイ・スパンピナートと結婚した。夫婦は1996年に離婚した
。

### 晩年と死
デイヴィスは、1960年代前半から亡くなる直前の2004年まで、テネシー州ブレントウッドに住んでいた。彼女の自叙伝『Bus Fare to Kentucky』（題名は1971年のデイヴィスのヒット曲にちなむ）は、1993年に発表された。1998年には彼女は児童書『The Christmas Note』をキャシー・ペレチアと書いた。それは、レベッカ・ウェルズやテリー・ケイら作家たちから賞賛された。
デイヴィスは2000年まで多くの活動をしていた。1980年代から1990年代までは、彼女がポップ・スーパースターのままであったバルバドスやシンガポールなどでツアーをしばしば行った。しかし、2001年にデイヴィスは後に命を奪われることになる乳癌により、活動を休止することになった。デイヴィスは亡くなるまでグランド・オール・オプリのメンバーだったが、最後の出演は2002年だった。2004年9月19日にテネシー州ナッシュビルのホスピスで、デイヴィスは乳癌で死去した。72歳。